# طلي بالكروم

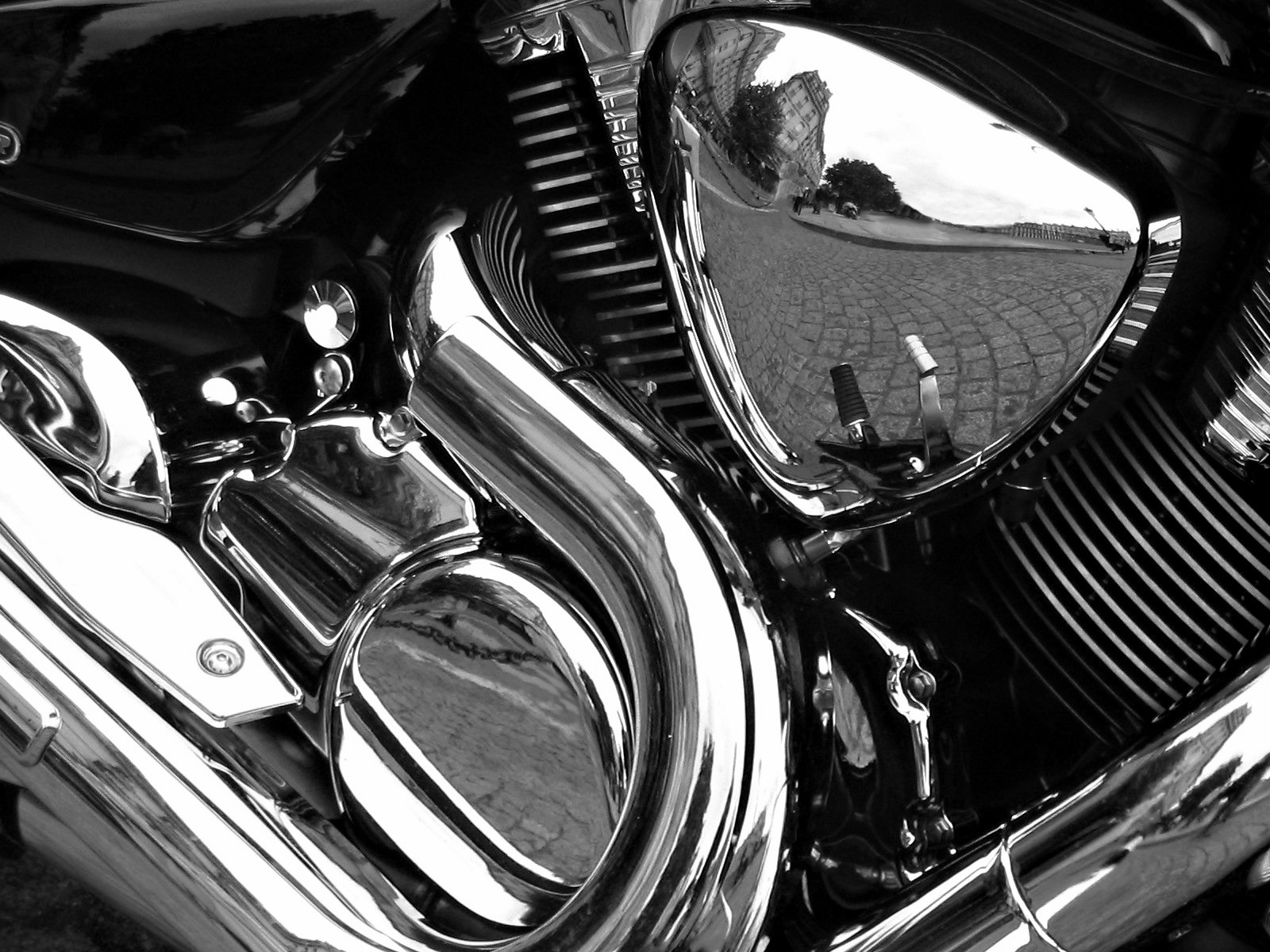
قطع مطلية بالكروم على دراجة نارية

الطلي بالكروم (ملاحظة 1) هي وسيلة من وسائل الطلي الكهربائي واسعة الانتشار، التي يطلى (أو يغلف أو يلبس) فيها الأجسام المعدنية بطبقة رقيقة من فلز الكروم.
يتميز فلز الكروم بانعكاسيته الكبيرة وبصلادته، لذلك فإن الطلي بالكروم يستخدم في كثير من الأحيان لأغراض تزينية جمالية، بالإضافة إلى مساهمته في الحماية من التآكل. نظراً للمتانة وللمقاومة الكبيرة للتآكل التي يبديها الكروم فإنّ ذلك يجعل منه الخيار المفضّل في عمليات الطلي وتغطية الأسطح المعدنية. لإجراء ذلك تُستخدَم تقنيّات الطلي الكهربائي بعد معالجة أوّلية حمضية للسطح المعدني، وعادةً باستخدام محاليل من الكرومات وثنائي الكرومات. هناك نوعان من أساليب ترسيب الكروم، واللذان يختلفان حسب سماكة الطبقة، وهما الرقيق والثخين؛ حيث يتضمّن الترسيب الرقيق عادةً وجود طبقةٍ من الكروم سماكتها أقلّ من 1 ميكرومتر.
تُستخدَم الخواص المؤكسدة القويّة للكرومات في عملية تغطية الكرومات التحويلية من أجل ترسيب طبقة واقية ومخمّلة من أكسيد الكروم على أسطح معدنية لفلزّات أخرى مثل الألومنيوم والزنك والكادميوم. بالإضافة إلى ذلك، وفي نمطٍ من عمليّات الأنْوَدَة للألومنيوم يُستخدَم حمض الكروميك على شكل كهرل في المحلول بدلاً من استخدام حمض الكبريتيك بمفرده، ممّا يحسّن من نوعية طبقة الأكسيد المخمّلة على السطح. في جانبٍ آخر، يجري البحث بشكلٍ مستمرٍّ عن بدائل جديدة من أجل تطوير عمليات الطلي بالكروم التقليدية، وذلك لاعتبارات صحّية وبيئية فيما يخصّ استخدام الكروم السداسي.